# Kurt Schmidt (Widerstandskämpfer, 1913)
Kurt Schmidt (* 25. Januar 1913 in Berlin-Lichtenberg; † 9. Juli 1947 in Berlin) war ein deutscher Politiker (SPD) und Widerstandskämpfer gegen den Nationalsozialismus.

## Biografie
Kurt Schmidt besuchte eine Realschule, machte eine Lehre als Werkzeugmaschinenschlosser und anschließend eine Ausbildung als Ingenieur im Maschinenbau. Er trat der Sozialistischen Arbeiter-Jugend (SAJ) bei und wurde 1930 dort in den Berliner Vorstand gewählt. Auch der SPD trat er bei und schloss sich der Gruppe „Neu Beginnen“ an. 
Nach der „Machtergreifung“ der Nationalsozialisten wurde Schmidt im April 1933 – gemeinsam mit Erich Schmidt, Eberhard Hesse, Kurt Mattick und Fritz Erler – aus der SPD ausgeschlossen, da die SPD noch auf den legalen Weg hoffte. 1938 wurde Schmidt verhaftet und ein Jahr später durch den Volksgerichtshof wegen „Vorbereitung zum Hochverrat“ zu zwölf Jahren Zuchthaus verurteilt. Er saß unter anderem im Zuchthaus Brandenburg, konnte aber kurz vor dem Ende des Krieges fliehen.
Nach dem Zweiten Weltkrieg war Schmidt Mitarbeiter von Gustav Klingelhöfer im Zentralausschuss der SPD und ebenso Gegner der Vereinigung von SPD und KPD. Er wurde stellvertretender Vorsitzender der SPD Neukölln und politischer Sekretär der SPD Berlin. Bei der ersten Berliner Wahl 1946 wurde er in die Stadtverordnetenversammlung von Groß-Berlin gewählt, doch im Juli 1947 starb er an den Folgen einer Blinddarmoperation. Sein Nachrücker im Parlament wurde daraufhin Hans Lehnert.
Schmidt war einer der fünf Neugründer der Arbeiterwohlfahrt (AWO) in Berlin 1946, die Alliierte Kommandantur bestätigte ihn ebenso wie Louise Schroeder, Franz Neumann, Ida Wolff und Bruno Lösche.